# Municipio de Kiester
El municipio de Kiester (en inglés: Kiester Township) es un municipio ubicado en el condado de Faribault en el estado estadounidense de Minnesota. En el año 2010 tenía una población de 260 habitantes y una densidad poblacional de 2,81 personas por km².

## Geografía
El municipio de Kiester se encuentra ubicado en las coordenadas 43°32′53″N 93°43′8″O / 43.54806, -93.71889. Según la Oficina del Censo de los Estados Unidos, el municipio tiene una superficie total de 92.56 km², de la cual 92,48 km² corresponden a tierra firme y (0,09 %) 0,08 km² es agua.

## Demografía
Según el censo de 2010, había 260 personas residiendo en el municipio de Kiester. La densidad de población era de 2,81 hab./km². De los 260 habitantes, el municipio de Kiester estaba compuesto por el 96,54 % blancos, el 0,38 % eran asiáticos, el 1,54 % eran de otras razas y el 1,54 % eran de una mezcla de razas. Del total de la población el 3,08 % eran hispanos o latinos de cualquier raza.